# 林韋地
林韋地（Lim Wooi Tee，1984年11月6日—），出生於馬來西亞的作家、醫師、文化事業經營者，新加坡華文獨立書店「草根書室」董事、馬來西亞「大將出版社」董事、台灣「季風帶文化」創辦人、萊佛士醫療集團駐樟宜機場診所執業醫師。
林韋地早期活躍於馬來西亞華人藝文界，當時即以熱愛網路筆戰著稱。2021年5月台灣首度爆發嚴重特殊傳染性肺炎疫情時，他多次撰文呼籲台灣政府「全面封城」，受到台灣主流媒體冠以「星國防疫名醫」之名引述、轉載與訪問，在台灣部份知識社群中引起高度爭議與討論。

## 生平

### 早年
林韋地出生於馬來西亞檳城，祖父母是從中國移民到馬來半島的第一代。1974年，因父母親留學台灣習醫，其後分別在台中的中國醫藥大學附醫及台北的北醫附醫任職，故小學六年都在台灣接受教育。
回馬來西亞之後，就讀於大山腳日新獨立中學。中學畢業後，因台灣僑教政策中「最近連續居留海外六年以上」的限制，林韋地回到「僑居地」馬來西亞仍未滿六年，因此無法以「僑生」身份來台留學，便選擇到吉隆坡就讀預科班，並在私立國際醫藥大學就讀醫學院。畢業後赴英國曼徹斯特大學醫學系進修，期間曾於黑池維多莉亞醫院工作。

### 成為醫生
英國留學結束後，他在新加坡國立大學取得職能醫學學士後文憑，曾於萊佛士醫院工作。現於萊佛士醫療集團駐樟宜機場診所執業，自陳是為了可以排假多去台灣、因而特地去值班時間比較長的機場診所工作。後來他曾試圖在台灣執業，但受限於學位認定之法規，故無法取得台灣醫師證照。
林韋地在新加坡行醫近十年。自2020年初嚴重特殊傳染性肺炎疫情爆發以來，在新加坡參與邊境檢疫、為確診者隔離中心及疫苗接種中心等機構工作，並持續為病人看診。

### 文化事業
林韋地中學時就在馬來西亞詩人陳強華鼓勵下開始寫作，曾獲得《星洲日報》舉辦的「花蹤文學獎」散文和新詩新秀佳作獎，亦曾擔任人文雜誌《向日葵雙月刊》的編輯。
2013年左右，林韋地與新加坡《聯合早報》出身之記者林仁余、林永心合作，攜手接下文化人英培安創立的獨立書店「草根書室」，接著創立馬華文學雜誌《季風帶》，並接下老牌的「大將出版社」之經營權。
2016年，與馬華作家黃錦樹討論後，決定成立一個討論馬華文學的平台。2018年，林韋地在台灣與朋友合作成立「季風帶文化」，代理星馬出版品進入台灣市場，並於台北六張犁開設東南亞主題書店「季風帶書店」，後於2019年搬遷至大稻埕。取名為「季風帶」，是因為季風在星馬地區是由北方和西方而來，暗示這個文化場域是受到北方如台灣、中國、美國、歐洲的影響。另外也有像季風一樣固定、鼓勵未來定期出刊的意思。

## 爭議事件

### 「武漢肺炎」命名
2020年2月，林韋地撰文批評世界衛生組織和傳染病命名的政治正確。他指責世衛的傳染病命名法非常笼统和混亂，且「新型」病毒的命名日後也會重複。他反對世衛不等國際病毒分類委員會的結果，就決定不可使用「武漢肺炎」否則即是歧視中國之說，認為世衛在命名這件事情上過度偽左傾，有違醫學的人文傳統。林韋地也批評中共拿世衛「鸡毛当令箭」，到處指導華文世界媒體不可稱作「武漢肺炎」而要叫「新冠病毒」，此做法是对言论自由的箝制，反映「缺乏反省的劣根性」。林韋地的言論招致部分人士不滿，認為是主張使用污辱性名稱。

### 稱「台醫論」為白痴
2020年7月5日，台灣立法院長游錫堃在台北國際中醫藥學術論壇大會致詞時表示，「中醫」可改稱「台醫」，或是稱作「漢醫」、「漢藥」，掀起醫界不少討論。林韋地撰文表示，游錫堃這番言論「真是有夠白痴」，引發部分網友表示認同，但也有網友轉發其貼文反駁說「你才白癡，沒知識真的好恐怖。」認為游錫堃其實講得滿合理，因為傳統醫學的名稱是「漢醫」而非「中醫」，如果有天能發展成「台醫」其實也不錯。

### 建議台灣全面封城

#### 事件開端
2021年5月，台灣首度大規模爆發新冠疫情，林韋地連日在臉書貼文建議台灣應該馬上「全面封城」（Full Lock Down），全國停班停課以阻斷病毒傳播，換取超載的醫療體系喘息空間，也批評台灣之疫苗政策。他於5月28日接受台灣政論節目《年代向錢看》的直播訪問，表示「我們原本覺得台灣是一個防疫很棒的國家，可惜我發現台灣政府在過去的一年其實是完全沒有準備」
。其言論引發台灣主流媒體轉載，且冠以「星國防疫名醫」、「新加坡防疫專家」、「新加坡防疫醫師」等稱號，後續也掀起網路社群與政論節目之正反討論。

#### 各界評論
- 時事評論家王時齊指出，針對前一年的馬來西亞封城，林韋地2020年3月16日之臉書貼文曾說「有恐慌的人民就有恐慌的政府，馬來西亞完美示範恐慌和過度防疫比病毒更可怕，馬來西亞經濟將在這兩個星期內大崩，而在經濟後，病毒還是在，到時政府會進退維谷，沒完沒了。」現在同樣情形發生在台灣，他卻反而強烈呼籲要封城，有自相矛盾之嫌[18]。
- 臺北市立松德醫院陽明院區方勇駿醫師撰文評論：「某位非常關心台灣的外國醫師，之前說台灣每天幾百人確診一定要『立刻全島封城』，現在說他的祖國馬來西亞每天近萬人確診『不必過度焦慮』。很多台灣媒體跟政論節目奉他為上賓，給他很大聲量。也有一些國內醫師被特定媒體賦予極大聲量，但是他們的說法也未必是完整的科學與事實。實在無奈。社會要進步需要各種專家，但有些專家並不值得社會信任，於是社會又必須設法辨認這些所謂專家的言論真偽。」[19]
- 衛生福利部台北醫院盧道揚醫師發布開頭為「致林韋地醫師」之評論：「各國制度相差很大，我常年涉足國際醫療，非常熟悉。我目前在醫院裡面(新北)，的確是看到逐漸增加的壓力，但全院上下不會驚慌，仍謹慎小心地將每位病患好好處置。您的觀點，恐怕依據渲染的媒體多了些, 尤其在疫情整體上的公共衛生行政作為上，並沒有足夠的概念與基礎，是感謝您的熱血與積極，但疫情不是那麼簡單的。這是一場全面性的資源戰，以單一面向批評目前的防疫作為，實為不太客觀，而且事實上關鍵物資均持續在維護加強中，緊張，但仍無極度匱乏。」[20]
- 經常以筆名「一個律師的筆記本」發文評論時事的元鴻法律事務所陳怡凱律師指出：「別的領域不談，就法律而言，有位（號稱）新加坡執業醫師前幾天主張臺灣總統可以頒布緊急命令全面接管地方政府（緊急命令有這麼厲害？）、臺灣的《傳染病防治法》使得什麼都由中央說了算（咦？）云云，就讓身為臺灣律師的我大受驚嚇。我絕不是說新加坡醫師不能提臺灣法律意見，還是那句話：重點不是發言者的身分，而是發言內容有沒有道理。因為醫師的法律意見也沒有交代其法源依據究竟是哪一個條文？哪一號解釋？抑或哪一則判決？在不明出處的情況下，別人也無從具體回應起，只能說敬表尊重。但我不太明白，為何一再呼籲別人不要「反智」的「知識份子」，會提出這樣的意見？」[21]
- 經常對時事發表看法的中山大學生物科學系顏聖紘副教授評論到：「台灣與新加坡的法制、城市規畫、城鄉差異、群眾性格、文化多元性、氣候條件都不一樣。我認為人不在台灣的新加坡馬華醫生當然可以評論台灣的防疫，但台灣的媒體不必拿這樣的意見來對指揮中心施壓。指揮中心需要改善的地方很多，參考國外狀況也很重要，但不必隨便拿一個不在台灣的醫生的指指點點來指稱指揮中心無能，那就是來亂的。」[22]
- 地理統計學專家、中山大學社會學系葉高華教授以諷刺的語氣指出，「某新加坡醫生」用今日死亡數除以今日確診數來計算死亡率之算法顯然錯誤。[23]
- 知名小說家兼文化評論者朱宥勳認為：「對他來說，台灣只是他不必負責、隨便指指點點也沒關係的實境秀而已啊。台灣的民主體制，在這些「海外華人」眼中，最大的功能就是滿足他們指畫江山的意淫慾望。本國玩不起，中國不敢罵，那就來參一口台灣囉。」[24]
- 知名國際版權經紀人譚光磊以未指名的方式諷刺到：「一個外國醫生隔海指手畫腳，被媒體報得鋪天蓋地，我還以為我們有了新總統姓林。」[25]

#### 後續情形
針對林韋地呼籲之「封城說」，中央流行疫情指揮中心指揮官陳時中在記者會上表示「各種批評都有，國外國內都有，所指出的情形我們會看看有沒有改善方案可以因應」。此後台灣並未採行封城或類似之防疫政策，隨著疫情趨緩，指揮中心於同年7月27日將警戒等級從三級調降至二級。

## 評價
- 馬來西亞詩人、大將出版社董事長周若鵬認為，林韋地雖然喜歡網路筆戰，但他「個性直率，肚腸直接連接嘴巴鍵盤」，而且「不只是一個鍵盤鬥士」，因為「掌握一些社會資源無疑偶而會離地，但離地卻能有高於常人的視角」。但他也用引述的方式描述「有人說他惹罵不是因為話多，而是寫文章的姿態高傲」。[27]
- 針對林韋地在台灣、馬來西亞、新加坡之間跳躍的國族認同，同為日新華文獨立中學校友的足球球評兼時事評論家石明謹曾撰文，諷刺地稱其為「超越國族與國界的超級華」，並指出「就算林韋地說他也是台灣人，我也不會覺得他跟我是一國，因為我們所認知的台灣人，不是同一個東西」。[28]

## 主要著作

### 散文集
- 《在第一本書之前》（2009，馬來西亞有人出版社）
- 《不可一世》（2011，馬來西亞有人出版社）
- 《兩醫之間》（2015，與吳美雲合著，馬來西亞大將出版社）
- 《無所事事》（2016，馬來西亞有人出版社）
- 《大文豪小鮮肉》（2017，馬來西亞大將出版社）
- 《這就是人參》（2017，與陳官廷合著，馬來西亞三三出版社）
- 《真醫生假文青》（2018，馬來西亞大將出版社）
- 《冥王星太空人語錄》（2018，馬來西亞三三出版社）

### 小說
- 《於是：林韋地散文集》（2013，台灣秀威資訊科技）。
- 《森林和草》（2016，馬來西亞三三出版社）
- 《消失了你我的國》（2017，馬來西亞三三出版社，台灣松鼠文化）

### 詩集
- 《倒敘》（2017，草根書室）

### 評論集
- 《普通公民淺論》（2018，馬來西亞三三出版社）

### 翻譯
- 《尋找愚趣園》（2021，季風帶文化）